# Argiope radon
Argiope radon es una especie de araña tejedora de orbe del género Argiope, de la familia Araneidae, orden Araneae. Fue descrita por Levi en 1983.
Se distribuye por el territorio del Norte, Australia. Los machos son mucho más pequeños que las hembras. La hembra crece hasta unos 18 mm de longitud corporal, mientras que el macho mide unos 6 mm. Las hembras de esta especie construyen un tipo de decoración en la telaraña, lo que se conoce como estabilimento.